# Deutsche-Bank-Hochhaus
Deutsche-Bank-Hochhaus (česky sídlo Deutsche Bank) jsou dvě dvojčata, mrakodrapy ve čtvrti Westend německého města Frankfurt nad Mohanem. Obě věže jsou vysoké 155 metrů a sídlí v nich největší německá banka Deutsche Bank, pro média tyto věže proto slouží jako symbol ekonomiky Německa. Nachází se u stanice dopravního systému S-Bahn Rhein-Main – stanice Taunusanlage. Podlahová plocha je celkem přibližně 60 000 m².
Věže původně měly sloužit hotelovému řetězci Hyatt. Ten ale plány zrušil při výstavbě budovy, tak se sem přesunula Deutsche Bank. Dostavěno bylo v roce 1984. Mezi roky 2007 až 2011 probíhala velká rekonstrukce.